# Microdaceton
Microdaceton is een geslacht van mieren uit de onderfamilie van de Myrmicinae (Knoopmieren).

## Soorten
- M. exornatum Santschi, 1913
- M. tanyspinosum Bolton, 2000
- M. tibialis Weber, 1952
- M. viriosum Bolton, 2000